# Fuggiamo insieme
Fuggiamo insieme (Once Upon a Honeymoon) è un film del 1942 diretto da Leo McCarey.

## Trama
Durante la Seconda Guerra Mondiale, il matrimonio di una ballerina di Brooklyn con un barone austriaco si rivela pericoloso quando si scopre che l'uomo è coinvolto con le attività dei nazisti.